# Le Premier Miracle
Le Premier Miracle est un roman de Gilles Legardinier publié en 2016.

## Résumé
Vers 2015 en France, l'agent secret britannique Karen Holt enlève le placide Benjamin, 30 ans, historien des sciences, pour une mission à haut risque: reprendre les travaux de Ron, ancien mentor décédé du chercheur sur le « Premier Miracle », un événement terrifiant survenu pendant l'antiquité. Malheureusement pour eux, une autre organisation est sur leurs talons, et dérobe des indices précieux dans un but obscur, dont des pages du manuscrit Splendor Solis. Karen emmène Ben sans tarder dans une église de York où une relique pyramidale avec un cristal a été habilement volée. Une autre pyramide semblable est également volée dans une sépulture impériale japonaise. Une autre encore avait été trouvée en Égypte en 1904. À Vienne, un autre chercheur situe le premier miracle vers -2300, à Ur, en Mésopotamie. Karen recrute alors Fanny, co-thésarde de Ben, pour les aider à analyser les diverses reliques qui s'amoncellent dans les bureaux des services secrets. Ben va alors chercher en Égypte un document décrivant le premier miracle au péril de sa vie, dans les ruines sous marines du temple d'Abou-Simbel, y découvrant des secrets qui le dépassent. En Écosse, ils retrouvent Ron, qui s'était fait passer pour mort, protégé par le leader de l'organisation secrète ennemie, un descendant direct d'Adolf Hitler, aux idées mégalomaniaques et douteuses...

## Éditions
- Le Premier Miracle, éditions Flammarion, broché, 5 octobre 2016  (ISBN 978-2-08-138378-4)
- Le Premier Miracle, éditions J'ai lu, livre de poche, 16 août 2017  (ISBN 2-29-013735-9)
- Le Premier Miracle, éditions Libra diffusio, édition en gros caractères, 2017  (ISBN 978-2-84492-873-3)

## Adaptation au cinéma
Interrogé aux rencontres des Éditeuriales de Poitiers en mars 2017, Gilles Legardinier révèle qu'il planche déjà sur une adaptation du roman au cinéma. Sans donner plus de détails, il dit seulement « C'est un film extrêmement cher. Je vais prendre mon temps… ».